# Сабитов, Рифат Абдулвагапович
Рифат Абдулвагапович Сабитов (тат. Рифат Габделваһап улы Сабитов, род. 30 апреля 1956, Москва) — российский медиаменеджер, общественный и политический деятель, кандидат политических наук. Заслуженный работник культуры Российской Федерации (2001), Заслуженный журналист России (2024). Лауреат премии Правительства РФ в области науки и техники (2005). За поддержку вторжения России на Украину находится под санкциями всех стран Евросоюза.

## Биография
Родился 30 апреля 1956 года в Москве в семье выходцев из татарских сёл Пильнинского района Нижегородской области. Окончил Московский электротехнический институт связи и отделение журналистики Московской высшей партийной школы.
Начал работу на телевидении в 1978 году. С 1978 по 1991 год работал в главной редакции пропаганды Гостелерадио СССР, также был заместителем генерального директора объединения «Экран».
С 1991 по 2001 год работал в ВГТРК, где был заместителем директора телеканала «Россия», заместителем директора Дирекции внешних связей и корреспондентской сети, директором Дирекции регионального развития, заместителем председателя ВГТРК — руководителем департамента телевидения и радиовещания.
В 2000 году защитил диссертацию по теме «Механизм формирования государственной информационной политики за рубежом: Институциональный анализ» и получил учёную степень кандидата политических наук.
С 2000 по 2003 год был заведующим кафедрой телевидения, радио и интернет-технологий в Российском государственном гуманитарном университете.
С 2001 по 2004 год работал первым заместителем генерального директора «РТРС».
С 2004 по 2006 год был заместителем генерального директора по региональной политике телекомпании «НТВ».
С марта по декабрь 2006 года был заместителем генерального директора по региональной политике ТРК «Петербург — Пятый канал».
В 2006—2007 годах был руководителем ГТРК «Пенза». В 2007—2008 годах руководил ГТРК «Самара».
В 2012 году стал одним из учредителей первого в России исламского телеканала «Аль-РТВ».
В настоящее время работает заместителем генерального директора — руководителем регионального департамента ВГТРК, курирует деятельность региональных телерадиокомпаний.
Член правления Национальной ассоциации телерадиовещателей России. Академик Евразийской академии телевидения и радио, Международной академии телевидения и радио и Академии российского телевидения.
С 2015 года входит в жюри премии «ТЭФИ».
В апреле 2020 года Рифат Сабитов вошёл в состав Общественной палаты РФ и был избран председателем комиссии по развитию информационного сообщества, СМИ и массовых коммуникаций ОП РФ, а также вошёл в Совет ОП РФ.
В апреле 2024 года был включен в состав Совета при Президенте Российской Федерации по межнациональным отношениям.

## Санкции
15 января 2023 года, из-за вторжения России на Украину, внесён в санкционный список Украины как лицо связанное с ВГТРК «которая является частью российской пропаганды, распространяющей нарративы кремля касательно развязанной Россией войны в Украине». Предполагается блокировка активов на территории страны, приостановка выполнения экономических и финансовых обязательств, прекращение культурных обменов и сотрудничества, лишение украинских госнаград.
23 июня 2023 года Сабитов включён в санкционный список всех стран Евросоюза за действия которые подрывают или угрожают территориальной целостности, суверенитету и независимости Украины, а также за участие в формировании «ограничительного информационного пространства» в России:

В ходе войны против Украины телеканалы и другие подразделения ВГТРК были одними из самых активных и значимых инструментов в распространении кремлевского нарратива в поддержке войны агрессивными высказываниями и непроверенными сведениями. Рифат Сабитов, являясь одним из ключевых руководителей холдинга, несет прямую ответственность за действия ВГТРК. Как заместитель генерального директора он оказывает непосредственное влияние на то, как ВГТРК информирует людей об агрессивной войне России против Украины— «Официальный журнал Европейского союза», Брюссель, 23 июня 2023 года

## Награды
- Заслуженный работник культуры Республики Татарстан.
- Заслуженный работник культуры Российской Федерации (14 мая 2001) — за большой вклад в развитие российского телевидения и радиовещания[23];
- Премия Правительства Российской Федерации в области науки и техники (2 марта 2005) — за разработку и внедрение научных, технических и организационных решений построения государственной телевизионной сети нового поколения[24];
- Орден Дружбы (5 апреля 2011) — за большие заслуги в развитии отечественного телерадиовещания и многолетнюю плодотворную работу[25]
- Почётный гражданин Республики Алтай (11 октября 2012) — за заслуги в государственной деятельности, вклад в социально-экономическое развитие республики, плодотворную работу по сохранению гражданского согласия в обществе, укреплению мира, дружбы и сотрудничества между народами[26];
- Орден «За заслуги перед Отечеством» IV степени (12 мая 2016) — за большие заслуги в развитии телевидения и радиовещания, многолетнюю плодотворную деятельность[27];
- Премия «ТЭФИ-Регион» (2019) — за вклад в развитие регионального телевидения[28];
- Почётная грамота Республики Дагестан (1 августа 2017) — за большой вклад в развитие телевидения и радиовещания в Республике Дагестан[29];
- Орден Александра Невского (2022)[30];
- Орден «Дуслык» (2021, Татарстан)[31].
- Медаль «Во славу Осетии» (2021)[32];
- Медаль «За заслуги перед Чеченской Республикой» (17 сентября 2018) — за вклад в объективное освещение общественно-политических событий в Чеченской Республике, развитие и совершенствование отечественной журналистики[33].
- Почётная грамота Правительства Республики Дагестан (25 августа 2022) — за большой вклад развитие телевидения радиовещания Республике Дагестан, многолетнюю плодотворную деятельность[34];
- Заслуженный работник культуры Республики Тыва (27 января 2023) — за многолетний добросовестный труд[35];
- Именные часы Главы Республики Дагестан (3 августа 2023) — за вклад в развитие телевидения и радиовещания в Республике Дагестан, многолетнюю плодотворную деятельность[36];
- Орден Дружбы (23 августа 2023, Южная Осетия) — за большой вклад в прорыв информационной блокады во время агрессии Грузии против осетинского народа в августе 2008 года и в связи с 15-й годовщиной признания независимости Республики Южная Осетия Российской Федерацией[37].
- Почётный знак «За труд во благо земли Самарской» (20 марта 2024) — за осуществление плодотворной культурно-просветительсткой, общественной и благотворительной деятельности на территории Самарской области
- Орден Дружбы народов (2025, Башкортостан)[38].
- Премия имени Анатолия Лысенко (2025) — в номинации «За достижения»[39][40][41][42][43]